# Saaremaa
Acest articol se referă la insula Saaremaa. Pentru regiunea administrativă din Estonia, vedeți Regiunea Saare
Saaremaa (în suedeză și germană Ösel, în finlandeză Saarenmaa, în latină Osilia) este cea mai mare insulă a Estoniei, parte a Arhipelagului Estonian, situată în Marea Baltică. Insula are o suprafață de 2673 km² și are o populație de aproximativ 30.000 de locuitori. Din punct de vedere administrativ, Saaremaa face parte din Comitatul Saare (Saare maakond), care include nu doar insula principală, dar și alte insule mici de lângă Saaremaa. Orașul principal al insulei, și capitala județului Saare, este Kuressaare, care are 16.000 de locuitori.